# El Ordial
El Ordial – gmina w Hiszpanii, w prowincji Guadalajara, w Kastylii-La Mancha, o powierzchni 29,98 km². W 2011 roku gmina liczyła 34 mieszkańców.